# Meling
För byn i Västanfors socken, Fagersta kommun, se Meling, Västanfors.
En meling var ett äldre jämtländskt areamått för jord, motsvarande en sjättedels tunnland, varav 6 räknades utgöra ett gärdemantal.